# Achatocarpaceae
Famille
Classification APG III (2009)
La petite famille des Achatocarpaceae regroupe des plantes dicotylédones ; elle comprend une dizaine d'espèces réparties en 2 genres.
Ce sont des petits arbres ou des arbustes, un peu épineux, des régions subtropicales et tropicales d'Amérique.

## Étymologie
Le nom vient du genre type  Achatocarpus dérivé du grec αχατος / achatos, agate, et καρπός / karpos, fruit, en référence aux baies blanches translucides de certaines espèces.

## Classification
Dans les classifications antérieures à la classification phylogénétique APG (1998), cette famille faisait partie des Phytolaccaceae.

## Liste des genres
Selon Angiosperm Phylogeny Website (2 fév. 2017), NCBI (2 fév. 2017) et DELTA Angio (2 fév. 2017) :
- genre Achatocarpus (en)
- genre Phaulothamnus (en)

Selon ITIS (2 fév. 2017) :
- genre Phaulothamnus (en) Gray

## Liste des espèces
Selon NCBI (2 fév. 2017) :
- genre Achatocarpus (en)
  - Achatocarpus balansae
  - Achatocarpus gracilis
  - Achatocarpus nigricans
  - Achatocarpus praecox
- genre Phaulothamnus (en)
  - Phaulothamnus spinescens